# Villedieu (Côte-d'Or)
Villedieu é uma comuna francesa na região administrativa da Borgonha-Franco-Condado, no departamento de Côte-d'Or. Estende-se por uma área de 14,14 km². Em 2010 a comuna tinha 70 habitantes (densidade: 5 hab./km²).